# NGC 7517
NGC 7517 (również PGC 70715) – galaktyka eliptyczna (E), znajdująca się w gwiazdozbiorze Ryb. Odkrył ją Albert Marth 5 października 1863 roku.